# Чевіана
Чевіа́на — будь-який відрізок, що сполучає вершину трикутника та одну з точок на протилежній їй стороні. Частковими випадками є медіана, симедіана, бісектриса та висота. Назва походить від імені італійського інженера Джованні Чеви, який 1678 року сформулював і довів відому теорему Чеви, що також названа його іменем.

## Довжина

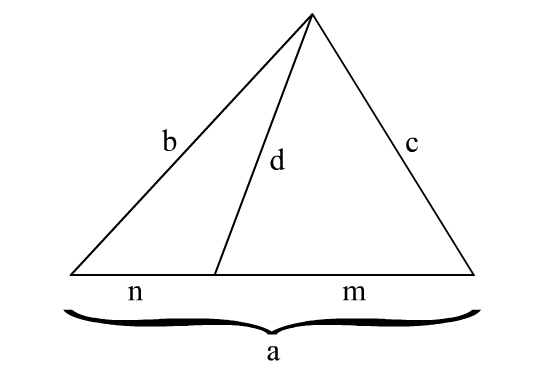
Трикутник з чевіаною

Довжина чевіани визначається з теореми Стюарта. Довжина відрізка {\displaystyle d} з малюнку визначається як:
{\displaystyle \,b^{2}m+c^{2}n=a(d^{2}+mn).}
Якщо чевіана є медіаною, маємо
{\displaystyle \,m(b^{2}+c^{2})=a(d^{2}+m^{2})}
або
{\displaystyle \,2(b^{2}+c^{2})=4d^{2}+a^{2}}
оскільки
{\displaystyle \,a=2m.}
Якщо чевіана є бісектрисою, то формула перетворюється на
{\displaystyle \,(b+c)^{2}=a^{2}\left({\frac {d^{2}}{mn}}+1\right).}
Якщо чевіана є висотою:
{\displaystyle \,d^{2}=b^{2}-n^{2}=c^{2}-m^{2}.}